# Dipylidium
Dipylidium é um gênero de vermes cestódeos, pertencente à família Dipylidiidae, cuja principal espécie é o Dipylidium caninum. Parasitam o intestino delgado de animais (dipilidiose), em especial cães, mas também gatos e outros animais incluindo os seres humanos, sendo então esta afecção considerada uma potencial zoonose.